# Danger at Ocean Deep
"Danger at Ocean Deep" is, volgens de originele uitzending, de negentiende aflevering van Thunderbirds, de Supermarionation televisieserie van Gerry Anderson. De aflevering werd voor het eerst uitgezonden op ATV Midlands op 3 februari 1966.
De aflevering was echter de 22e die geproduceerd werd. Derhalve wordt de aflevering tegenwoordig vaak als 22e aflevering in de serie uitgezonden.

## Verhaal
De nieuwe supertanker Ocean Pioneer maakt zijn eerste reis, geladen met duizenden liters van een nieuwe brandstof genaamd Vloeibare Alsterene. Het schip komt in een onverwachte mistbank terecht. De atoommotoren slaan op hol en de bemanning slaagt er niet in het schip af te remmen. Dan ontploft het schip, zonder enige aanwijsbare oorzaak.
Enige tijd later is Lady Penelope Creighton-Ward eregast bij de publieke tewaterlating van Ocean Pioneer II. Ze krijgt de eer om het schip te mogen dopen. In werkelijkheid is ze undercover voor International Rescue, om te onderzoeken of de vernietiging van de eerste Ocean Pioneer mogelijk opzet was. Terug bij FAB 1 ontdekt ze waarom de champagne waarmee ze het schip doopte vrijwel geen knal gaf. Parker en een andere butler vonden het zonde van de lekkere champagne, hebben de fles verwisseld door een fles met pure tonic, en zelf de champagne opgedronken.
International Rescue ontvangt een noodoproep van een ziekenhuis op Oahu, Hawaï. Een tyfoon heeft het eiland getroffen. Scott, Virgil en Gordon vertrekken met Thunderbirds 1 en 2 naar Hawaï. Dan valt opeens alle radioverbinding tussen Tracy Eiland en de twee Thunderbirdmachines weg. Virgil en Scott lijken onderling nog wel contact te hebben. Jeff stuurt Alan, die vandaag toch John zou aflossen, en Brains naar Thunderbird 5 om wat opnames van de storing te halen voor analyse.
Wanneer Scott, Virgil en Gordon terugkeren (allemaal van top tot teen bedekt onder het vuil) melden ze dat hun missie geslaagd is. Ondertussen doet Brains onderzoek naar de storing, en ontdekt schokkend nieuws. Hij ontdekt dat wanneer vloeibare alstereen, wat ook de lading was van de Ocean Pioneer en Ocean Pioneer II, in de buurt komt van een chemicaal genaamd OD60, wat vooral veel voorkomt in zeewier in de Golf van Mexico, er een chemische reactie plaatsvindt. Deze reactie begint met het ontstaan van mist en radiogolven die communicatie op de bandbreedte die de Thunderbirds gebruiken kan verstoren. Naarmate de stoffen dichter bij elkaar komen worden ze onstabieler, tot er een punt wordt bereikt waarop er een explosie ontstaat. Brains vermoedt dat deze reactie niet alleen de oorzaak is van hun communicatieproblemen, maar ook hetgeen is wat Ocean Pioneer fataal werd. In dat geval is Ocean Pioneer II in groot gevaar. Scott twijfelt hieraan aangezien zowel Ocean Pioneer II als de bron van hun storing zich in de Middellandse Zee bevinden, terwijl OD60 voor zover bekend alleen in de Golf van Mexico te vinden is.
Op verzoek van Tin-Tin laat Jeff Lady Penelope de eigenaar van een hondenvoerfabriek ondervragen, aangezien deze fabriek het zeewier waar OD60 in zit voor hondenvoerproductie gebruikt. Hij vertelt haar dat ze afgelopen jaar een grote hoeveelheid OD60 hebben uitgezet in de Middellandse Zee in de hoop het voortaan daar te kunnen oogsten. Dit bevestigt Brains' vermoeden; Ocean Pioneer II vaart nu met een grote lading vloeibare alstereen recht op het gebied met OD60 af.
Jeff probeert de crew van Ocean Pioneer II te waarschuwen, maar hun oproep komt niet door de storing heen. Hij stuurt Scott, Virgil en John eropuit. Ondertussen is de tanker ook een vreemde mistbank binnen gevaren. Het schip slaat eveneens op hol en de motoren vallen uit. Hiermee valt ook de luchtverversing in de cabine uit. Wanneer Scott aan boord van de tanker landt is de bemanning reeds flauwgevallen door zuurstofgebrek. Scott, Virgil en John snijden de deur van de stuurhut open en weten de bemanning bij te brengen. Ze kunnen hen net op tijd evacueren voordat de chemische reactie haar toppunt bereikt en het schip explodeert.
Nu de tanker en daarbij de vloeibare alsterene zijn vernietigd is de reactie verdwenen en het radiocontact weer in orde. Terug op Tracy Eiland krijgen John en Scott echter een discussie over of ze wel het juiste hebben gedaan. John vindt het zonde van de dure tanker en beweert dat ze hadden moeten proberen het schip weg te slepen. Jeff komt tussenbeide met de mededeling dat IR als taak heeft levens, en geen voorwerpen, te redden.

## Rolverdeling

### Reguliere stemacteurs
- Jeff Tracy – Peter Dyneley
- Scott Tracy – Shane Rimmer
- Virgil Tracy – David Holliday
- Alan Tracy – Matt Zimmerman
- Gordon Tracy – David Graham
- John Tracy – Ray Barrett
- Brains – David Graham
- Tin-Tin – Christine Finn
- Lady Penelope Creighton-Ward – Sylvia Anderson
- Aloysius Parker – David Graham

### Gastrollen
- Kapitein Ocean Pioneer II – John Tate
- Commandant Ocena Pioneer I – John Tate
- Stevens – John Tate
- 2e bemanningslid Ocean Pioneer II – David Graham
- Collins – David Graham
- Luitenant Jensen – Matt Zimmerman
- Kapitein Johnson – Ray Barrett
- Sir Arthur – Ray Barrett
- Lord Worden – Peter Dyneley

## Machines
De machines en voertuigen in deze aflevering zijn:
- Thunderbird 1
- Thunderbird 2 (met capsule 3)
- Thunderbird 3
- Thunderbird 5
- FAB 1
- Ocean Pioneer
- Ocean Pioneer II

## Fouten
- Scott beweert dat hij alle reddingsmissies van IR heeft meegemaakt, maar hij speelde geen actieve rol in The Perils of Penelope. Het kan echter zijn dat deze aflevering een prequel van The Perils of Penelope is.
- De commandant van Ocean Pioneer I zou de explosie niet hebben kunnen overleven. Echter staat hij wel achter Lady Penelope bij de tewaterlating van Ocean Pioneer II

## Trivia
- Dit is de enige aflevering waarin John Tracy deelneemt aan een reddingsmissie, hoewel hij tijdens zijn discussie met Scott beweert al minstens 12 te hebben meegemaakt.
- De Lord Worden pop werd eerder gebruikt voor Sir Jeremy Hodge in The Perils of Penelope.
- Tony Williams (uit Cry Wolf) is te zien bij de tewaterlating van Ocean Pioneer II.
- Veel van de muziek in deze aflevering was eigenlijk gecomponeerd voor Stingray, waaronder de Ocean Pioneer Theme in de openingsscène.